# Worm’s Head

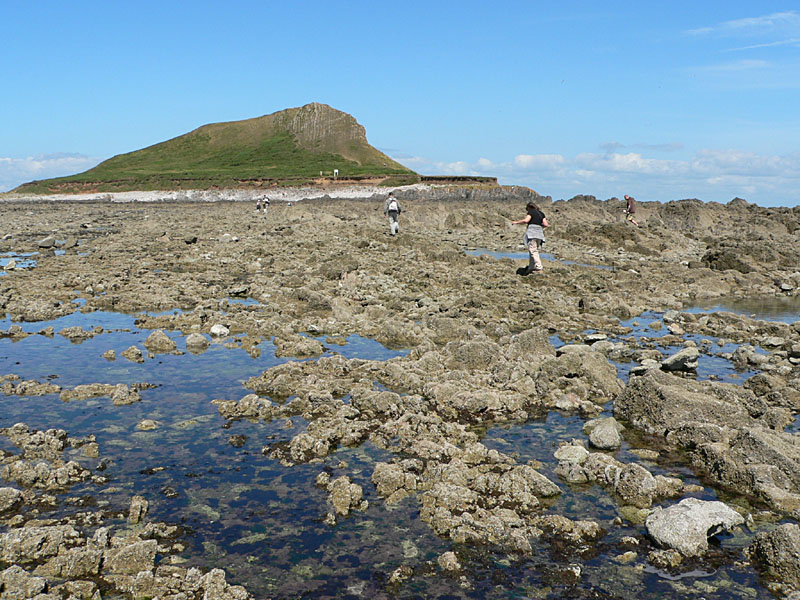
Worm’s Head bei Ebbe

Worm’s Head [wɜːmz 'hed] ist eine Insel bzw. Halbinsel nahe Rhossili, am südwestlichen Ende der Halbinsel Gower in Süd-Wales. Der Name leitet sich von ihrer Ähnlichkeit mit einem Drachenkopf ab, die sie von höhergelegenen Punkten wie Rhossili Down aufweist – worm ist im älteren Englisch die Bezeichnung für Drache (siehe auch Lindwurm bzw. Wyvern). Die beiden höchsten Punkte auf Worm’s Head liegen im Mittelteil, etwa 35 bzw. 55 Meter über dem Meeresspiegel. 

## Touristische Bedeutung
Die Besonderheit von Worm’s Head ist, dass die Gezeiteninsel etwa zwei Stunden (abhängig vom jeweiligen Tidenhub) vor und nach dem Ebbe-Tiefstand zu Fuß erreichbar ist. Von Rhossili ist der Übergang zur Insel möglich, vom Beginn der Landbrücke bis zum Ende der Insel in etwa 60 Minuten Gehzeit. Beliebt ist Worm’s Head wegen der Möglichkeit, von dort aus Seehunde zu beobachten. 
Devil’s Hole (auch Devil’s Bridge genannt) ist ein durch Erosion entstandene Felsbrücke, ähnlich des Prebischtors in Tschechien. Die Felsbrücke ist Zugang zum hinteren Inselteil.